# Haapajärvi (sjö i Finland, Norra Savolax, lat 63,77, long 27,78)
Haapajärvi är en sjö i Finland. Den ligger i kommunen Sonkajärvi i landskapet Norra Savolax, i den centrala delen av landet, 400 km norr om huvudstaden Helsingfors. Haapajärvi ligger 141,2 meter över havet. Den är 10,43 meter djup. Arean är 5,29 kvadratkilometer och strandlinjen är 20,22 kilometer lång. Sjön  ingår i Vuoksens huvudavrinningsområde.   Den ligger vid sjön Päsmäri.